# Look What the Cat Dragged In
Look What the Cat Dragged In — дебютный студийный альбом американской глэм-метал группы Poison, выпущенный 23 мая 1986 года на лейбле Enigma Records. Хотя поначалу он не приносил успеха, он постепенно набирал обороты и 23 мая 1987 года занял 3-е место в Billboard 200 США. Альбом породил три успешных сингла: «Talk Dirty to Me», «I Want Action» и «I Won’t Forget You».
Look What the Cat Dragged In был признан золотым в 1987 году и троекратно платиновым в 1990 году ассоциацией RIAA Он также был серебряным и платиновым в Канаде..

## Производство и маркетинг
Пластинка была описана вокалистом Бретом Майклсом как «прославленное демо». Он был записан за двенадцать дней в Music Grinder Studios в Лос-Анджелесе с продюсером Риком Браудом за 23 000 долларов США, часть которых была профинансирована из личных запасов участников группы и их семей.
На обложке альбома были изображены участники Poison в их самом «глэм» виде, с чрезмерным макияжем, густыми девичьими волосами и надутыми губами, изображающими «поцелуй», которая стала торговой маркой Poison. Обложку часто сравнивают с альтернативной обложкой альбома Mötley Crüe 1983 года Shout at the Devil из-за того, что на обоих изображены лица участников группы с тяжелым макияжем, но она также могла представлять собой пародию на обложку The Beatles «Let It Be» или, что более вероятно, дебютный альбом Ван Халена.

## Переиздания
В 2006 году компания Capitol выпустила издание к двадцатилетию альбома с оригинальным названием. В эту версию были добавлены синглы с альбома и кавер на песню Джима Кроче «You Don’t Mess Around with Jim» в качестве бонусных треков.